# Łyżwiarstwo figurowe na Zimowych Igrzyskach Olimpijskich 1928
Łyżwiarstwo figurowe na Zimowych Igrzyskach Olimpijskich 1928 – jedna z dyscyplin rozgrywanych podczas igrzysk w dniach 14–15 lutego 1928 w Sankt Moritz, w Szwajcarii.  Zawody odbyły się w trzech konkurencjach: solistów, solistek, par sportowych.

## Medaliści
| Konkurencja   | Złoto                       | Srebro                     | Brąz                           |
| Soliści       | Gillis Grafström            | Willy Böckl                | Robert Van Zeebroeck           |
| Solistki      | Sonja Henie                 | Fritzi Burger              | Beatrix Loughran               |
| Pary sportowe | Andrée Joly / Pierre Brunet | Lilly Scholz / Otto Kaiser | Melitta Brunner / Ludwig Wrede |

## Klasyfikacja medalowa
| Miejsce | Państwo           | złoto | srebro | brąz | Łącznie |
| ------- | ----------------- | ----- | ------ | ---- | ------- |
| 1       | Francja           | 1     | 0      | 0    | 1       |
| 1       | Norwegia          | 1     | 0      | 0    | 1       |
| 1       | Szwecja           | 1     | 0      | 0    | 1       |
| 4       | Austria           | 0     | 3      | 1    | 4       |
| 5       | Belgia            | 0     | 0      | 1    | 1       |
| 5       | Stany Zjednoczone | 0     | 0      | 1    | 1       |
| Łącznie | Łącznie           | 3     | 3      | 3    | 9       |